# Rwenzori
Pour les articles homonymes, voir Rwenzori (homonymie).
Le Rwenzori, chaîne du Rwenzori ou monts Rwenzori, aussi orthographié jusqu'en 1980 Ruwenzori, parfois identifié comme étant les légendaires monts de la Lune de l'Antiquité, est une petite chaîne de montagnes de l'Afrique centrale, située entre l'Ouganda, pour la plus grande partie, et la république démocratique du Congo. Elle culmine à 5 109 mètres d'altitude au pic Marguerite du mont Stanley, le troisième sommet d'Afrique après le Kilimandjaro et le mont Kenya. C'est une des rares montagnes englacées d'Afrique avec le Kilimandjaro ou encore le mont Kenya. Les glaciers pourraient cependant disparaître en raison du réchauffement climatique.

## Toponymie
Rwenzori signifie « faiseur d'eau » car ces montagnes reçoivent annuellement environ 1 990 mm d'eau de pluie, ce qui entraîne la formation de nombreux cours d'eau dont certains alimentent le Nil Blanc en amont.

## Géographie

### Topographie

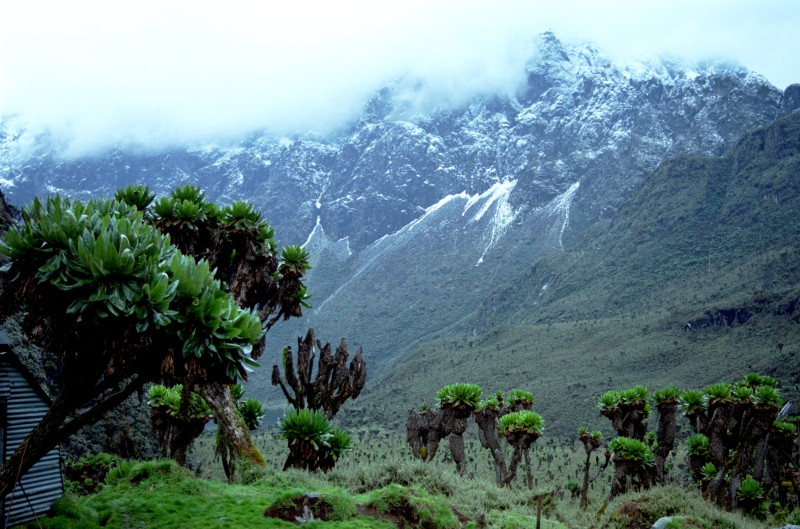
Vue sur le Rwenzori

La chaîne fait environ 120 kilomètres de long pour 65 kilomètres de large. Elle est constituée de six massifs séparés par de profondes vallées : les monts Baker, Emin, Gessi, Luigi di Savoya, Speke et Stanley (pic Marguerite). Le mont Stanley est le plus important, avec plusieurs sommets. Il comporte le pic Marguerite, le point culminant du massif avec 5 109 mètres d'altitude.

### Géologie
La chaîne s’est formée il y a environ 3 millions d’années, à la fin du Pliocène, avec la surrection des rives du rift Albertin, branche occidentale de la vallée du Grand Rift. Elles sont composées de roches métamorphiques, dont du gneiss, du granite amphibole et de la quartzite, basculées et compressées par le mouvement des plaques[réf. nécessaire].
La surrection du Rwenzori divisa le paléolac Obweruka et créa trois des dix grands lacs africains actuels : le lac Albert, le lac Édouard et le lac George.

### Flore

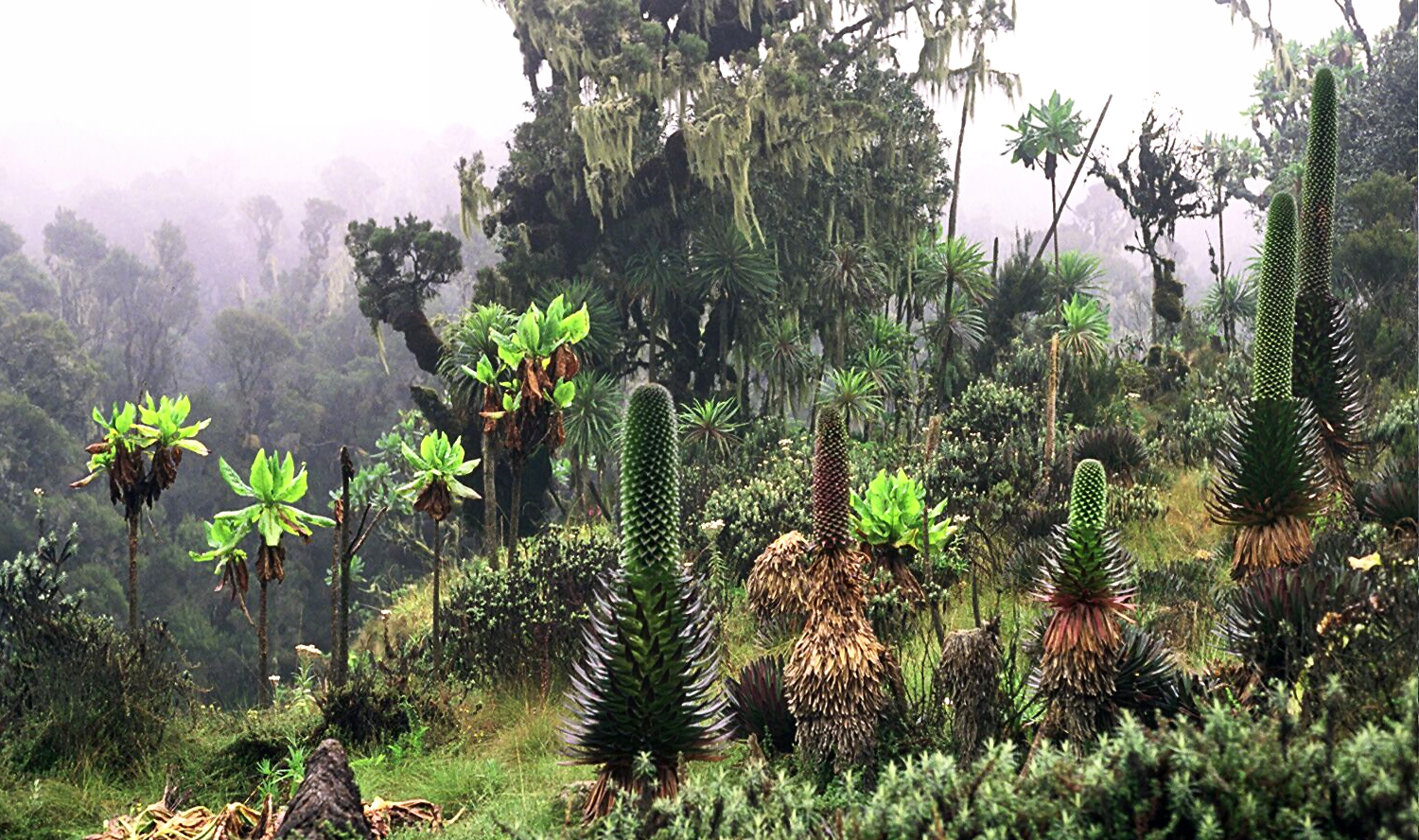
Végétation dans la chaîne du Ruwenzori à 3700 mètres d'altitude.

La flore du Rwenzori est très diversifiée, allant de la forêt tropicale à l'étage nival avec des glaciers en passant par tous les étages intermédiaires. Grâce à des conditions de température et de pluviométrie constante et importante tout au long de l'année, certaines espèces se sont développées de manières particulièrement exubérante. Et ce avec un taux d'endémisme important, surtout dans les zones de forêts de nuages, où l'air saturé de brumes a permis le développement d'espèces complètement insolites, subissant un gigantisme impressionnant : Lobelias, Séneçon géant, bruyères, bambous.

### Faune
La faune comprend des éléphants, plusieurs espèces de primates et de nombreuses espèces d'oiseaux endémiques comme le jacana ou le nectarin de Johnston qui parvient la nuit à entrer dans une « torpeur », hibernation nocturne du fait de la baisse de température. On y trouve des animaux très étonnants comme une espèce de daman unique, le dipneuste, ou encore le caméléon de Jackson. La majorité de la chaîne fait partie du patrimoine mondial protégé par le parc national des monts Rwenzori en Ouganda et le parc national des Virunga en république démocratique du Congo.

### Recul des glaciers

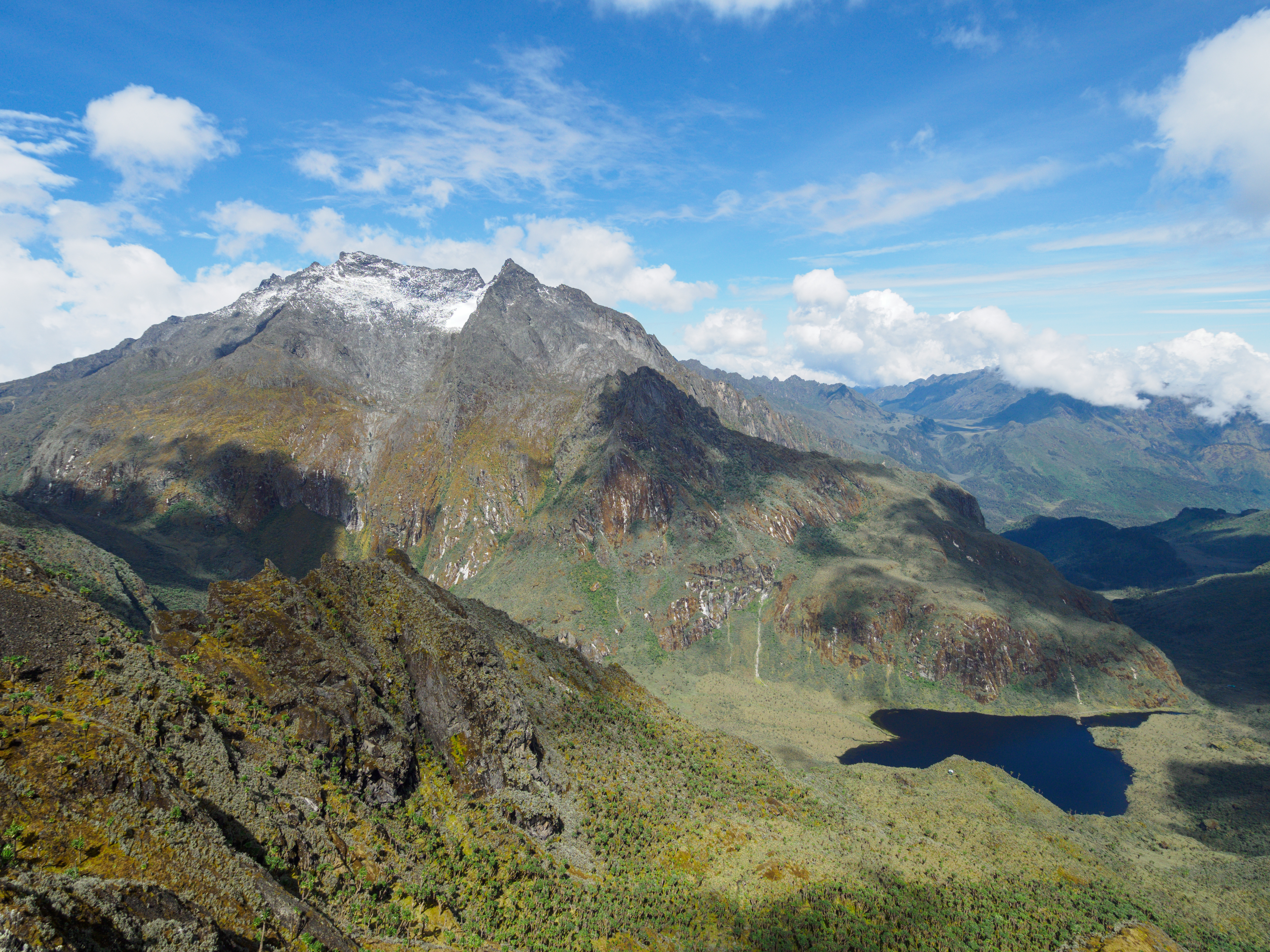
Mont Speke (4890 m) et lac Bujuku (3891 m) vus d'environ 4480 m d'altitude près du camp Margherita. Le glacier Speke, qui disparaît rapidement, situé sur les pentes entre le sommet Vittorio Emanuele (4890 m, le plus haut) et Johnston (4834 m, à droite), était le plus grand glacier des monts Rwenzori il y a quelques décennies à peine. Il remplissait alors complètement un petit cirque, aujourd'hui occupé par le lac Ruhandika (4341 m).

L’impact du réchauffement climatique sur les glaciers du Rwenzori est le sujet de préoccupations grandissantes. En 1906, la chaîne comptait quarante-trois glaciers répartis sur six montagnes, couvrant un total de 7,5 km2, soit environ la moitié de la surface glaciaire de toute l’Afrique. En 2005, il en restait moins de la moitié, qui ne couvraient plus que 1,5 km2 sur trois montagnes. En 2022, la surface glaciaire était réduite à 0,38 km2, principalement concentrée autour du mont Stanley. Plusieurs études, dont celle de Tom Knudson de l’université Yale et de Richard Taylor du University College de Londres, attribuent ce retrait au réchauffement climatique et étudient l’impact de ces modifications sur la végétation et la biodiversité des montagnes,.

## Histoire
Ces montagnes sont souvent considérées comme étant les « monts de la Lune » mentionnées par Ptolémée comme étant les sources du Nil, mais ses descriptions sont trop imprécises pour en avoir la certitude. Près de 2 000 ans plus tard, elles sont aperçues par Samuel White Baker en 1864 et attirent de nombreux explorateurs comme Henry Morton Stanley en 1889. Les premières tentatives d'ascension, de 1888 à 1905, mettent en évidence les difficultés de l'approche et le caractère alpin des difficultés du Rwenzori. La première expédition « alpine » ayant recours aux techniques de l'alpinisme est conduite en 1905 par Douglas William Freshfield. La première ascension réussie du pic Margherita a été réalisée en 1906 par l'équipe du duc des Abruzzes, forte de onze hommes dont le photographe Vittorio Sella.
Une expédition scientifique menée par le Club alpin belge en 1932 fait une description très complète de ces montagnes. En 1932, Xavier De Grune monte la voie du pic Albert (5 068 m), suivi en 1942 par le docteur Albert Demerre et le botaniste Germain qui y laissent une bouteille à leurs noms[réf. nécessaire]. Haroun Tazzief la relève plusieurs années plus tard[précision nécessaire].